# Barbosella australis
Barbosella australis là một loài lan.

## Hình ảnh

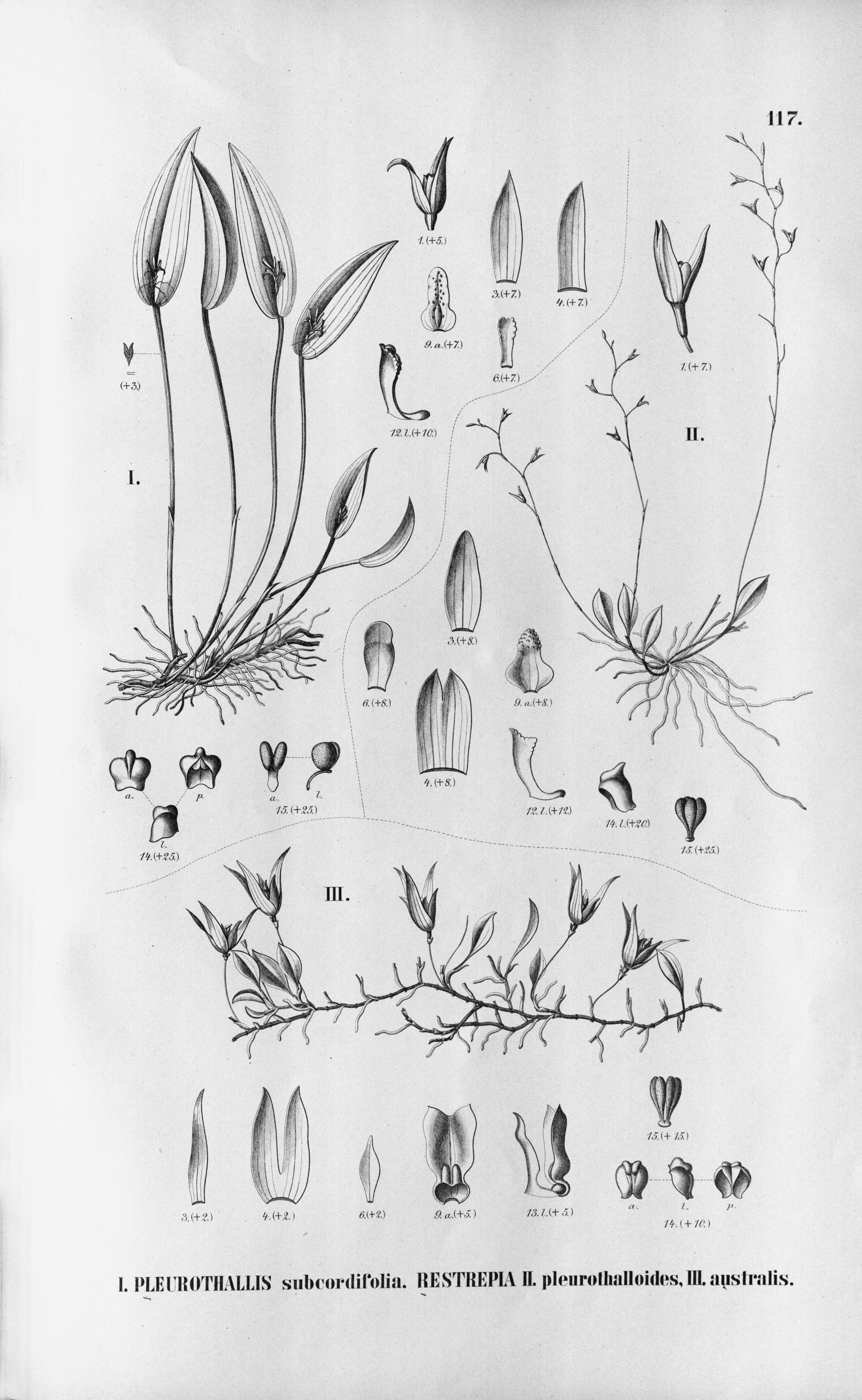